# South Gate (Kalifornia)
South Gate – miasto w Stanach Zjednoczonych, w stanie Kalifornia, w hrabstwie Los Angeles.